# Bernie Ibini-Isei
Bernie Alpha Ibini-Isei (Port Harcourt, 12 settembre 1992) è un calciatore nigeriano naturalizzato australiano, attaccante svincolato.

## Caratteristiche tecniche
Ha un ottimo controllo e copertura di palla, abile nel gioco aereo e palla al piede; può giocare sia spalle alla porta e sia come prima punta.

## Carriera

### Club
Ha esordito nel 2009 con il Central Coast Mariners.
Il 4 giugno 2013, Ibini viene ceduto alla neopromossa Shanghai East Asia, militante nel campionato cinese, firmando un contratto triennale.

Nel gennaio 2014 ritorna in prestito ai Mariners, squadra in cui gioca fino alla fine della stagione; nella stagione 2014-2015 gioca ancora in prestito in Australia, questa volta però con la maglia del Sydney FC.
A fine stagione, il giocatore di origine nigeriana si trasferisce in Europa al Club Bruges, con la quale firma un contratto triennale.
Il 21 luglio 2016 il Sydney ha ufficializzato il ritorno in prestito di Ibini.
Il 17 dicembre 2020 viene ingaggiato per due stagioni dal Western Sydney.

### Nazionale
Nel 2011 viene convocato nell'Under-20 per prendere parte al campionato mondiale di calcio Under-20. Nell'ottobre 2014 viene convocato dalla nazionale australiana per le amichevoli organizzate in Asia; il 10 ottobre esordisce giocando da titolare contro gli Emirati Arabi Uniti, mentre pochi giorni più tardi colleziona la seconda presenza subentrando al 63º minuto di gioco contro la nazionale qatariota.

## Statistiche

### Cronologia presenze e reti in nazionale
| Cronologia completa delle presenze e delle reti in nazionale ― Australia | Cronologia completa delle presenze e delle reti in nazionale ― Australia | Cronologia completa delle presenze e delle reti in nazionale ― Australia | Cronologia completa delle presenze e delle reti in nazionale ― Australia | Cronologia completa delle presenze e delle reti in nazionale ― Australia | Cronologia completa delle presenze e delle reti in nazionale ― Australia | Cronologia completa delle presenze e delle reti in nazionale ― Australia | Cronologia completa delle presenze e delle reti in nazionale ― Australia |
| Data                                                                     | Città                                                                    | In casa                                                                  | Risultato                                                                | Ospiti                                                                   | Competizione                                                             | Reti                                                                     | Note                                                                     |
| ------------------------------------------------------------------------ | ------------------------------------------------------------------------ | ------------------------------------------------------------------------ | ------------------------------------------------------------------------ | ------------------------------------------------------------------------ | ------------------------------------------------------------------------ | ------------------------------------------------------------------------ | ------------------------------------------------------------------------ |
| 10-10-2014                                                               | Abu Dhabi                                                                | Emirati Arabi Uniti                                                      | 0 – 0                                                                    | Australia                                                                | Amichevole                                                               | -                                                                        | 77’                                                                      |
| 13-10-2014                                                               | Doha                                                                     | Qatar                                                                    | 1 – 0                                                                    | Australia                                                                | Amichevole                                                               | -                                                                        | 63’                                                                      |
| Totale                                                                   |                                                                          | Presenze                                                                 | 2                                                                        |                                                                          | Reti                                                                     | 0                                                                        |                                                                          |

## Palmarès

### Competizioni nazionali
- Campionato australiano: 2

Central Coast Mariners: 2012-2013
Sydney FC: 2016-2017
- Campionato belga: 1

Club Brugge: 2015-2016
- Premier's Plate: 1

Sydney FC: 2016-2017
- Campionato sudcoreano: 1

Jeonbuk Hyundai: 2019